# Hellas Jet
Hellas Jet – nieistniejąca grecka czarterowa linia lotnicza z siedzibą w Atenach, działająca w latach 2002-2010. Głównym węzłem był port lotniczy Ateny.

## Flota
| Samolot                 | Samolot  | Okres dostawy | Okres wycofania |
| Model                   | Wycofane | Okres dostawy | Okres wycofania |
| ----------------------- | -------- | ------------- | --------------- |
| Airbus A320-200         | 8        | 2003-2009     | 2005-2010       |
| McDonnell Douglas MD-83 | 1        | 2007          | 2009            |
| Łącznie                 | 9        |               |                 |